# Alice Greene
Alice Norah Gertrude Greene (Upton, 15 ottobre 1879 – Saint Brélade, 26 ottobre 1956) è stata una tennista britannica.

## Palmarès

### Olimpiadi
- Argento a Londra 1908 nel singolare indoor.